# Aglossosia semisericea
Aglossosia semisericea är en fjärilsart som beskrevs av Sergius G. Kiriakoff 1954. Aglossosia semisericea ingår i släktet Aglossosia och familjen björnspinnare. Inga underarter finns listade i Catalogue of Life.